# Шаффер, Бренда
Бренда Шаффер (англ. Brenda Shaffer; род. 1965, США) — американский и израильский учёный, член Американской ассоциации политических наук. В настоящее время преподаёт в Хайфском университете и является лектором Азербайджанской дипломатической академии. Доктор философии Тель-Авивского университета.

## Биография
Бренда Шаффер родилась в 1965 году в США.
Доктор философии Тель-Авивского университета. В течение ряда лет работала в качестве исследователя и политического аналитика для правительства Израиля. Бренда Шаффер работала также научным руководителем проекта «Каспийские исследования» в Гарвардском институте государственного управления им. Джона Ф. Кеннеди.
В 1986 году получила степень бакалавра в области политологии и международных отношений, в 1989 году степень магистра политических наук в Еврейском университете Иерусалима (Израиль). В 1999 году защитила докторскую диссертацию и получила степень доктора философии в Тель-Авивском университете, в 2000—2004 годах после защиты докторской диссертации продолжила работу в этом же университете, участвуя в различных международных программах и занималась исследованием проблем мирного урегулирования конфликтов в современном Ближнем Востоке. Являлась стипендиатом трумэновского фонда «Молодые учёные».
Владеет несколькими языками: ивритом, английским, турецким, азербайджанским и русским.

## Критика
Часто называется лоббистом интересов Азербайджанской Республики, и подвергается критике за написание работ касаемо Азербайджана, при этом скрывая свои коммерческие связи с правительством Азербайджана.

## Публикации

### Книги
Является автором и редактором следующих книг:
- «Partners in Need: The Strategic Relationship of Russia and Iran» (the Washington Institute for Near East Policy, 2001).
- «Borders and Brethren: Iran and the Challenge of Azerbaijani Identity» (MIT Press, 2002).
- «The Limits of Culture: Islam and Foreign Policy» (MIT Press, 2006).
- «Energy Politics» (University of Pennsylvania Press, 2009).
- «Beyond the Resource Curse» (Co-editor, University of Pennsylvania Press, 2012).

### Статьи
Статьи Бренды Шаффер неоднократно публиковались в различных журналах и газетах «The Wall Street Journal», «Boston Globe», «International Herald Tribune», «The Jerusalem Post».